# Муксун
Муксун (Coregonus muksun) — вид лососевих риб роду сиг (Coregonus). Муксун є однією з найцінніших промислових риб у Сибіру.

## Поширення
Мешкає муксун практично у всіх великих річках Сибіру — Об, Іртиш, Єнісей, Лена.

## Опис
Муксун досягає завдовжки 0,75 метра і ваги до 8 кг. Зрідка він досягає навіть 25 кг ваги (завдовжки 1,5 м), але звичайний його вага 1-2 кг. Тіло муксуна подовжене, стиснуте з боків. Відрізняється муксун від нельми круто піднятим вгору тілом за головою. Спина муксуна темна, боки сріблясті, черевце світло-білого забарвлення.

## Спосіб життя
Муксун належить до напівпрохідних риб, а, отже, робить міграції для нересту. Цей напівпрохідний сиг, нагулює в опріснених прибережних водах Льодовитого океану, звідки йде на нерест в Кару, Об, Єнісей, Олену і Колиму, піднімаючись, достатньо, високо вгору за течією. На відміну від нельми, яка заходить на нерест практично в усі великі притоки великих річок, муксун до приток ставиться дуже вибірково і високо по притоках не підіймається.

### Живлення
Муксун в морі живиться бокоплавами, мізидами і морськими тарганами. Склад їжі муксуна різноманітний і залежить від пори року. Влітку муксун переважно живиться молюсками і придонними ракоподібними, взимку ж основу раціону складає зоопланктон.

### Нерест
Нерестовий хід муксуна починається відразу ж після льодоходу. Доходить муксун від моря до нерестовищ тільки восени — наприкінці вересня на початку жовтня. Нерест муксуна починається в період утворення льоду, зазвичай в жовтні, і закінчується в листопаді, коли температура води опускається до 4 С°. Нерест відбувається на перекатах з вапняковим або гальковим дном.

## Значення
Муксун — одна з найважливіших промислових риб Сибіру, улови його вимірюються десятками тисяч центнерів. Описано і озерні форми муксуна, що мешкають в Норильських озерах. Харчові якості муксуна наближені до таких у морських промислових риб. Однак, багато морських риб, що мають подібну з муксуном поживну цінність, містять в м'ясі надлишок мінеральних солей, які шкідливі для людей з хворобами нирок, порушеннями мінерального обміну і літнім. А ось муксун — не тільки поживний, а й безпечний у цьому плані, бо мінералізація його м'яса набагато нижче звичайної риби завдяки високій щільності м'яса.